# Hendrik Olsen
Hendrik Lars Balle Olsen (* 3. März 1901 in Napasoq; † 20. Juni 1967 in Sisimiut) war ein grönländischer Landesrat, Kaufmann, Dolmetscher, Journalist und Übersetzer.

## Leben
Hendrik Olsen war der Sohn des Missionars Gustav Eli Karl Olsen (1878–1950) und seiner Frau Ane Sophie Karen Berthelsen (1882–1951). Seine Mutter war die Tochter von Rasmus Storm Josva Berthel Berthelsen (1827–1901). Sein jüngerer Bruder war Knud Rasmus Gideon Olsen (1911–?). Er wurde in Napasoq geboren, das damals auch Qipingasoq genannt wurde.
Von 1915 bis 1920 besuchte er Grønlands Seminarium und ließ sich anschließend in Dänemark weiterausbilden. Anschließend wurde er von Den Kongelige Grønlandske Handel als Handelsverwalter, Dolmetscher und Gehilfe in Upernavik angestellt. Zudem schrieb er viele Jahre Artikel in der Grønlandsposten und war Redakteur der selbstgegründeten Lokalzeitung in Upernavik. Er war in der Lokalpolitik in Upernavik tätig und saß zwischen 1934 und 1954 zahlreiche Jahre im Landesrat. Nach 40 Jahren in Diensten des KGH zog er in die Heimatstadt seines Vaters nach Sisimiut.
In den 1940er Jahren verbreitete die erste Anhängerin der Bahá'í in Dänemark, Johanne Høeg, Briefe und religiöse Literatur in Dänemark und Grönland. Hendrik Olsen wurde interessiert und begann einen jahrelangen Briefverkehr mit Høeg. Er übersetzte Bahá'u'lláh og Hans Budskab ins Grönländische und war zudem als Übersetzer für Knud Rasmussen tätig. Im Frühling 1965 lud er Johanne Høeg nach Grönland ein. Bei ihrem Besuch im Sommer des Jahres konvertierte er offiziell als erster Grönländer zum Bahaitum und begann die Übersetzung von John Esslemonts Werk Bahá'u'lláh and the New Era, das er jedoch nur zur Hälfte fertig übersetzt hatte, als er 1967 im Alter von 66 Jahren im Krankenhaus von Sisimiut verstarb.